# 五角场街道
五角场街道，中华人民共和国上海市杨浦区下辖的一个街道办事处，介于上海市区内环线与吴淞码头中间。因为中心有一个五条马路汇集在一起的环岛，故名“五角场”。面积7.66平方公里。户籍人口11.71万人（2008年）。
五角场街道有近千年的成陆历史。五角场街道毗邻虹口区，连接着区内的殷行街道、五角场镇、控江路街道和四平路街道。辖境内有复旦大学、上海财经大学等高校。2006年12月23日，位于五角场的万达商业广场正式开门营业。2007年10月，第12届世界夏季特殊奥林匹克运动会闭幕式在五角场附近的江湾体育场举行。拥有百年历史的江湾体育场因此重新修建并命名为江湾体育中心。而位于五角场环岛中央的“中环彩蛋”已成为杨浦的新地标。
2019年4月22日，原属五角场街道管辖的国顺东路以北、双阳北路以东、原上海拖拉机厂和原上海储运公司仓库围墙以西、安波路以南区域划入长海路街道管辖。

## 行政区划
五角场街道下辖以下居委会：武东居委会、五一居委会、政民居委会、建新居委会、复旦居委会、国定一居委会、铁路新村居委会、四平居委会、四平一居委会、国年居委会、国顺居委会、国权居委会、航天居委会、政翔殷居委会、东郸居委会、蓝天居委会、三门路居委会、吉浦居委会、南茶园居委会、邯郸路居委会、国权北路居委会、仁德路居委会、北茶园路居委会、政通路第一居委会、财大居委会、国权路第一居委会、文化花园居委会、三湘居委会、正文居委会、汇元坊居委会、吉浦一居委会、创智坊居委会（筹）。

## 公共交通
上海轨道交通10号线在辖境内设置有江湾体育场站、五角场站和国权路站。